# Lorenz Jäger
Lorenz Jäger in Duitsland zelf meestal vermeld als: Jaeger, (Halle an der Saale, 23 september 1892 - Paderborn, 1 april 1975) was een Duits geestelijke en kardinaal van de Rooms-Katholieke Kerk.
Jäger studeerde aan de Academie van Paderborn en aan de Universiteit van München. Hij werd op 1 april 1922 priester gewijd. Hij deed van 1922 tot 1926 pastoraal werk in het aartsbisdom Paderborn en werkte vervolgens tot 1933 aan een school in Herne. Van 1933 tot 1939 doceerde hij aan het Hindenburg Realgymnasium in Dortmund. Van 1939 tot 1941 was hij aalmoezenier in het Duitse leger.
Paus Pius XII benoemde hem in 1941 tot aartsbisschop van Paderborn. Hij ontving zijn bisschopswijding uit handen van Cesare Orsenigo, apostolisch nuntius in Duitsland.
In 1942 uitte aartsbisschop Jäger zich openlijk als voorstander van de in het voorafgaande jaar begonnen Duitse Operatie Barbarossa, Adolf Hitlers offensief tegen de Sovjet-Unie. Zoals vele andere prominente katholieke geestelijken, zag hij het communisme van de Russische bolsjewieken als een duivelse, van Judas Iskariot uitgaande beweging, die iedere christen behoorde te bestrijden. Wel was hij reeds in deze tijd actief als voorstander van oecumene, verzoening tussen christenen van verschillende gezindten. Nog ten tijde van de Tweede Wereldoorlog werkte hij samen met Karl Rahner en Romano Guardini aan concepten voor een uitwerking van deze ideeën.
Kort na de oorlog had Jäger, evenals enige andere rooms-katholieke geestelijken, een vooraanstaande rol binnen een zeer conservatieve, politiek wellicht zelfs als reactionair opvatbare groepering met de naam Abendländische Bewegung, die sympathie had voor o.a. het Spanje van generaal Francisco Franco, en een autoritair, corporatistisch, door de Rooms-Katholieke Kerk mede geleid, West-Europees Rijk als ideaal had, naar voorbeeld van het Heilige Roomse Rijk (9e-17e eeuw).
Aartsbisschop Jäger nam deel aan het Tweede Vaticaanse Concilie en was een der grondleggers van de Pauselijke Commissie ter Bevordering van de Eenheid der Christenen. In januari 1965 werd hij bisschop-troonassistent en in het consistorie een maand later, creëerde paus Paulus VI hem kardinaal. De San Leone I werd zijn titelkerk. Kardinaal Jäger ging in 1973 met emeritaat en werd opgevolgd door Johannes Joachim Degenhardt, die al sinds 1965 zijn hulpbisschop was.
Na zijn overlijden in 1975, werd zijn lichaam bijgezet in de kathedraal van Paderborn. Hij is ook ereburger van deze stad.
- Biblioteca Nacional de España: XX1323017
- Bibliothèque nationale de France: cb115568376 (data)
- CiNii: DA09640431
- Gemeinsame Normdatei: 118711334
- International Standard Name Identifier: 0000 0001 1772 9779
- Library of Congress Control Number: n95109233
- Bibliotheek van het Japanse parlement: 00522929
- Nationale Bibliotheek van Tsjechië: skuk0003193
- Nationale Bibliotheek van Polen: a0000003268242
- Nederlandse Thesaurus van Auteursnamen: 069378924
- Réseau des bibliothèques de Suisse occidentale: 02-A012365302
- Istituto Centrale per il Catalogo Unico: LO1V089091
- Système universitaire de documentation: 114448566
- Virtual International Authority File: 85168316
- WorldCat: E39PBJckRxGqj4KYf3TTvWRHYP